# Eugeniusz Baran
Eugeniusz Baran (ur. 5 grudnia 1933 w Czeladzi, zm. 7 listopada 2015 w Będzinie) – polski działacz partyjny i państwowy,  ekonomista, przewodniczący Prezydium Miejskiej Rady Narodowej w Będzinie (1965–1972).

## Życiorys
Uzyskał tytuł technika ceramika, uczęszczał do szkół w tej specjalności w Bytomiu Szczawnie-Zdroju. Następnie odbył studia ekonomiczne w Wyższej Szkole Ekonomicznej w Katowicach. W latach 1956–1958 zatrudniony jako inspektor kontroli technicznej w ramach Zarządu Przemysłu przy Prezydium Wojewódzkiej Rady Narodowej w Katowicach, potem do 1962 kierował działem ekonomicznym Zakładów Terenowych Przemysłu Materiałów Budowlanych w Będzinie. Od 1962 do 1963 pozostawał dyrektorem Miejskiego Zarządu Budynków w Będzinie.
W 1963 został zastępcą przewodniczącego, a w 1965 przewodniczącym Prezydium Miejskiej Rady Narodowej w Będzinie. Zajmował stanowisko do 1972.
Został pochowany na cmentarzu komunalnym w Będzinie.